# Okroskedi (Bachwi)
Okroskedi – wieś w Gruzji, w regionie Guria, w gminie Ozurgeti. W 2014 roku liczyła 136 mieszkańców.